# România (alegoría)

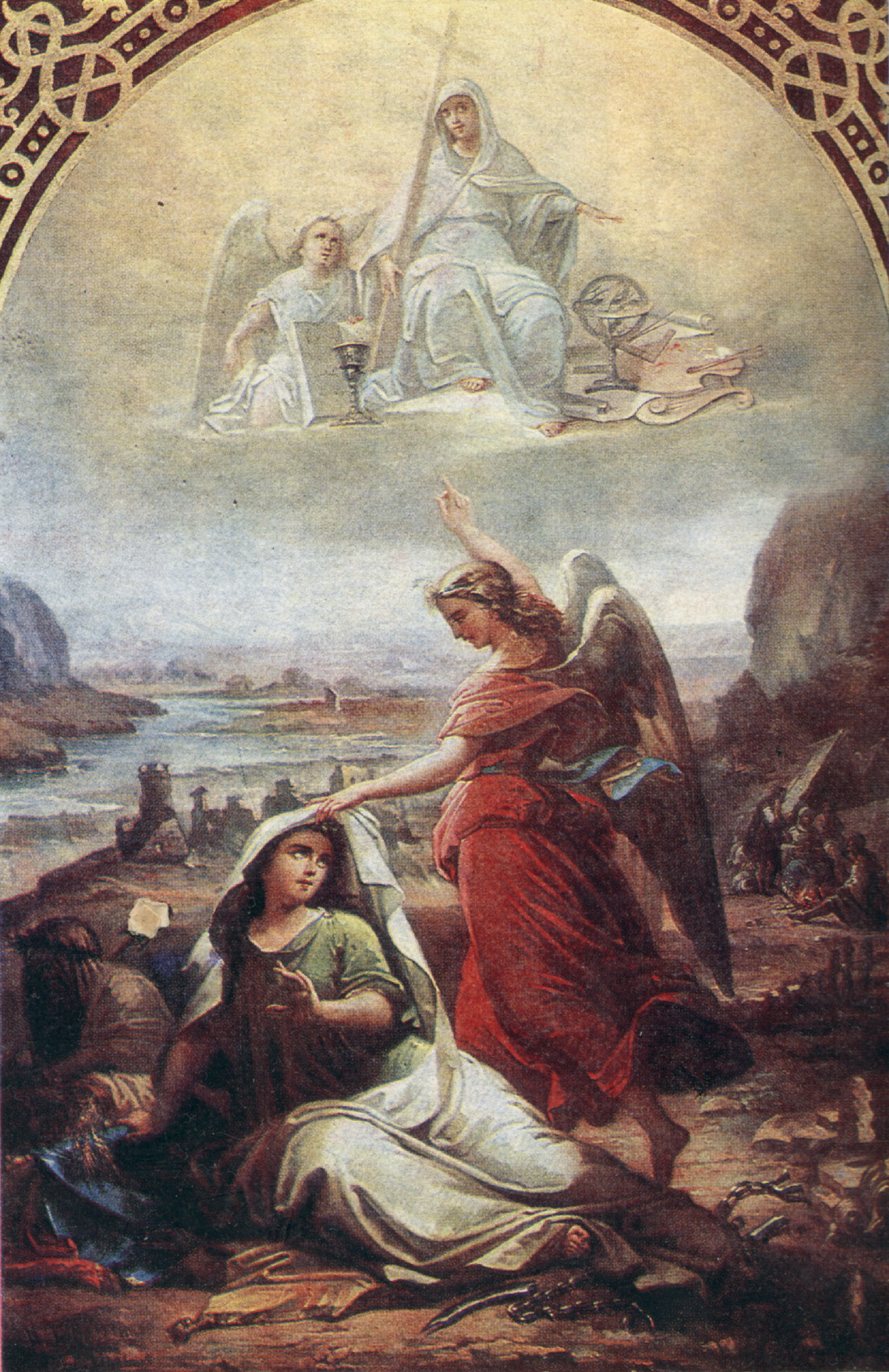
Rumanía despierta de Gheorghe Tattarescu.

Rumanía o România es la personificación nacional de Rumanía.

## Historia
Como otras tantas personificaciones nacionales, Rumanía surgió en el movimiento patriótico del romanticismo del siglo XIX y de la que se pintaron cuadros y se representó en dibujos satíricos de periódicos.

## Galería

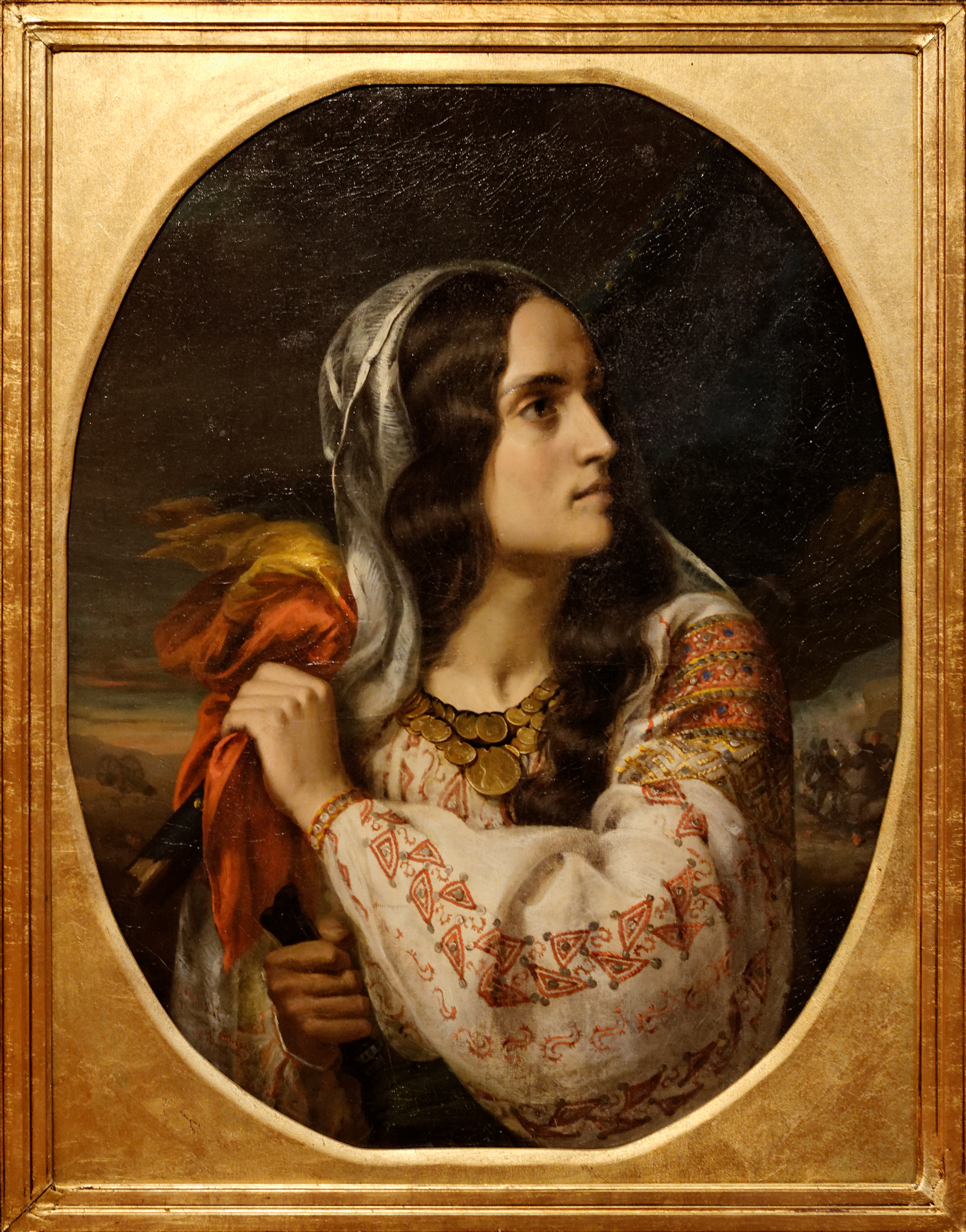
Rumanía revolucionaria.
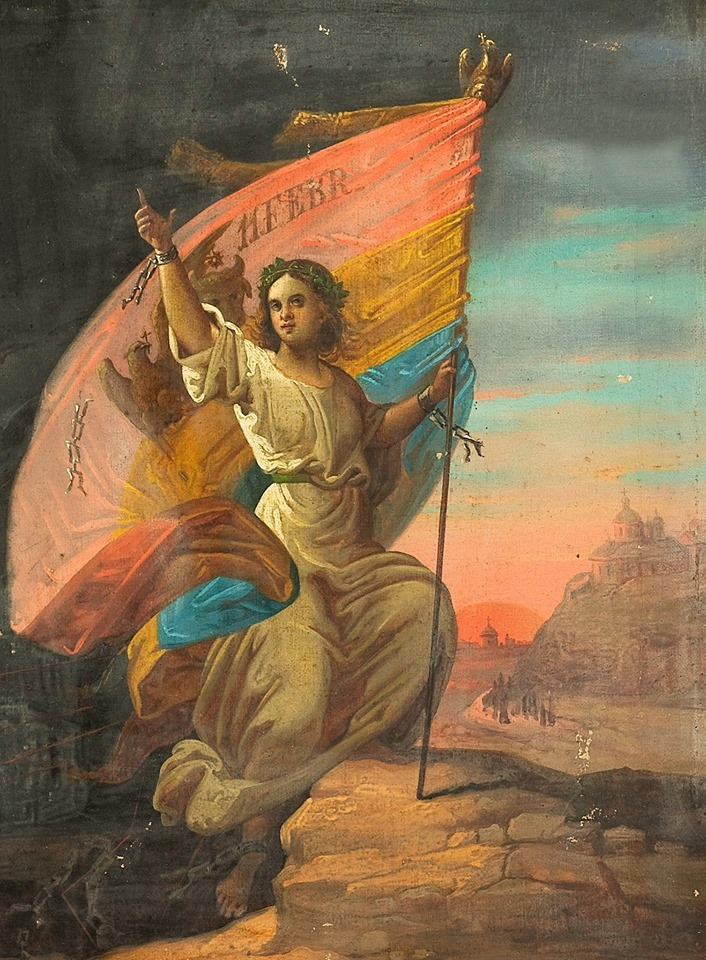
Rumanía moderna.
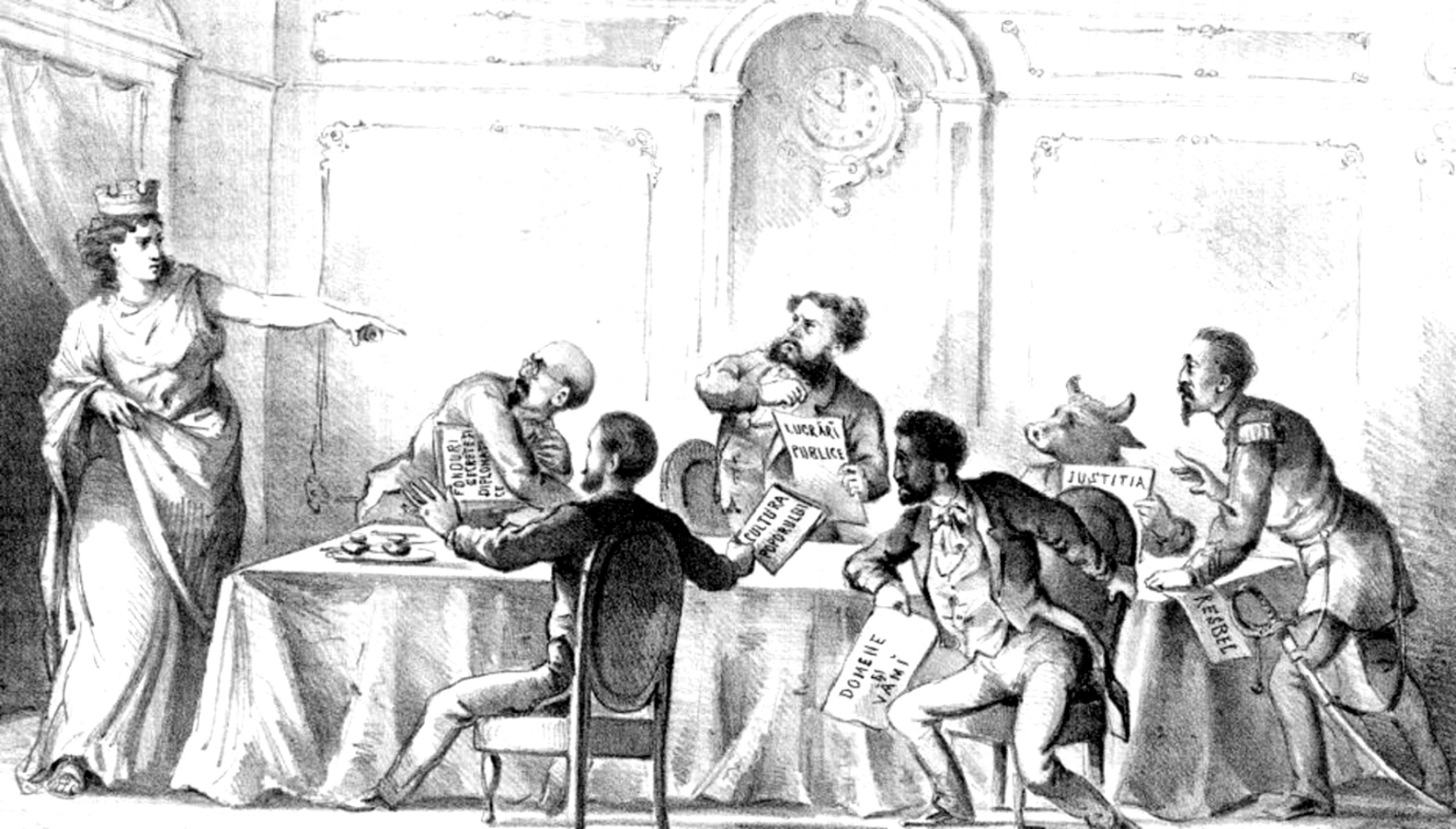
Dibujo satírico que muestra a Rumanía interrupiendo una sesión de gobierno para increpar a los gobernantes de su nación.
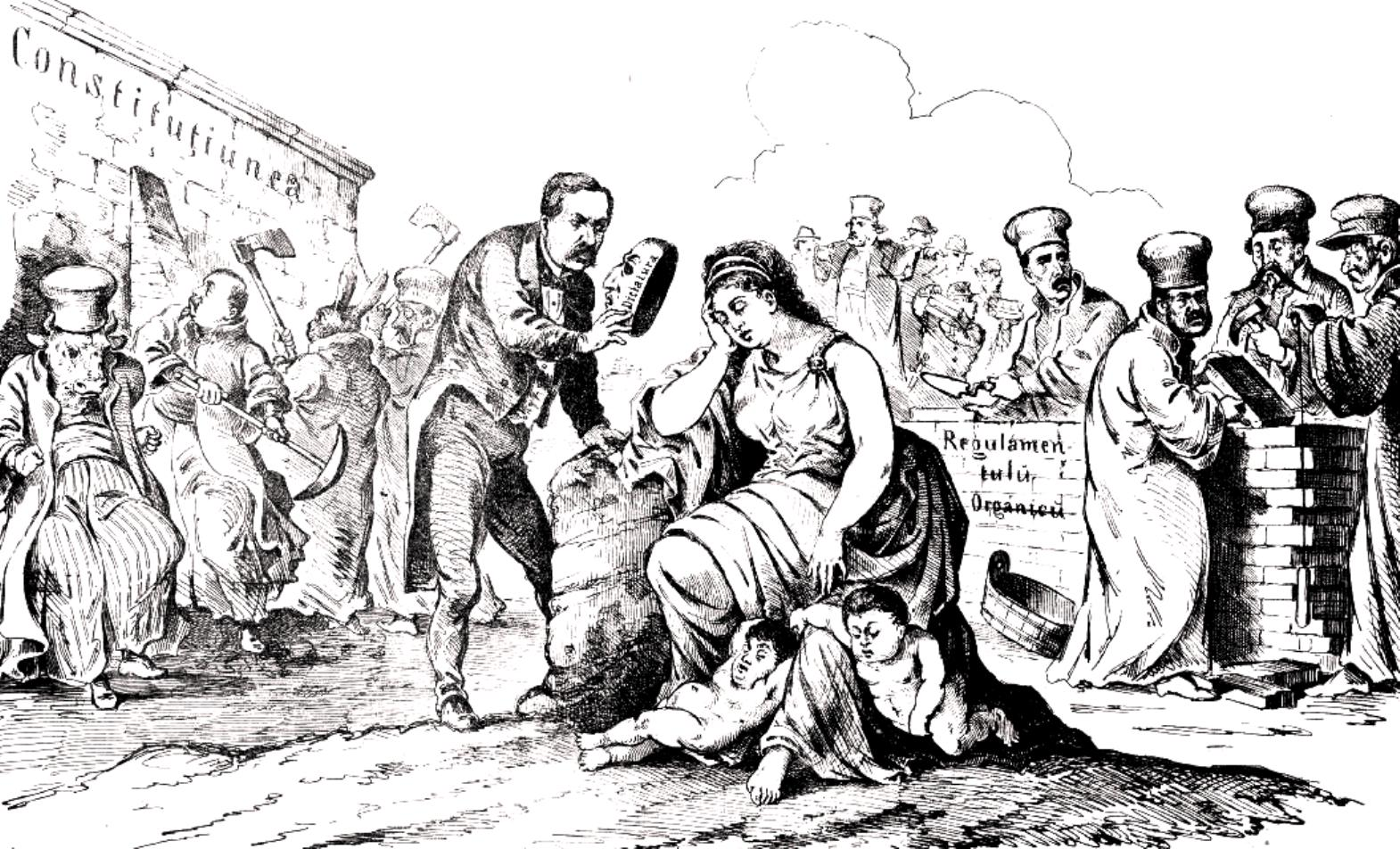
Catargiu le pone una máscara a Rumanía en la que se puede leer "Dictadura".
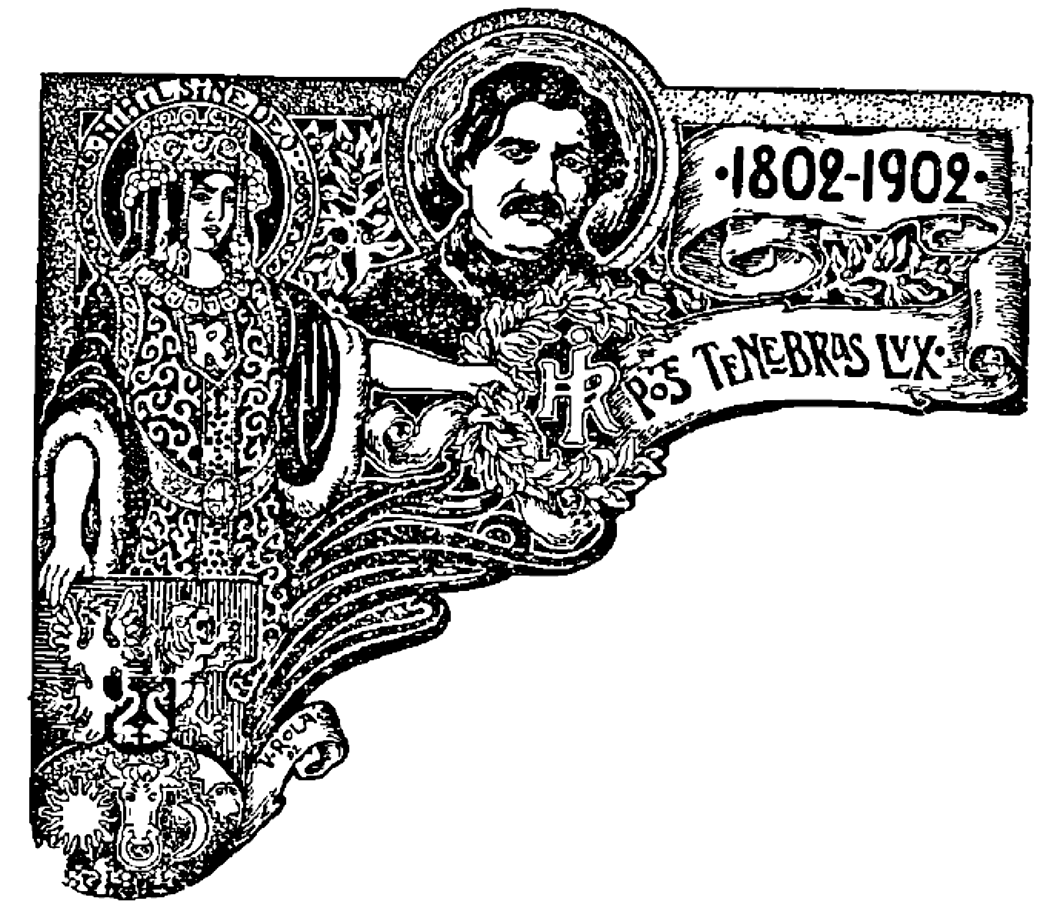
Viñeta de un artículo de la publicación Ion Heliade Rădulescu.